# Залісьє (Слободський район)
Залі́сьє (рос. Залесье) — присілок у складі Слободського району Кіровської області, Росія. Входить до складу Шестаковського сільського поселення.
Населення становить 94 особи (2010, 102 у 2002).
Національний склад станом на 2002 рік — росіяни 97 %.